# Paraphidippus luteus
Paraphidippus luteus är en spindelart som först beskrevs av Peckham, Peckham 1896.  Paraphidippus luteus ingår i släktet Paraphidippus och familjen hoppspindlar. Inga underarter finns listade i Catalogue of Life.